# Yawar Waqaq
Yawar Waqaq(tiếng Quechua Yawar máu Yawar waqaq đang khóc, nghĩa là máu của một trong những người khóc" hoặc có nghĩa là ai đó với máu ở trong mắt, phát âm tiếng Tây Ban Nha Yahuar Huacac,Yáhuar Huácac) hoặc Yawar Waqaq Inka (tiếng Quechua Inka Inca) là Sapa Inca (Sapa Inca) thứ 7 của vương quốc Cuzco (bắt đầu từ khoảng năm 1380 TCN) và là vị vua thứ hai của triều đại Hanan. Người vợ của ông có tên là Mama Chika (hoặc Chu-Ya). Cha của ông là Inca Roca (Inka ruq'a) và con trai của ông là Viracocha (Wiraqucha).
Tên của ông liên quan đến một câu chuyện rằng khi ông bị bắt cóc lúc tám tuổi bởi người Ayarmaca, ông đã khóc ra máu trong hoàn cảnh nguy hiểm như vậy. Cuối cùng, ông đã trốn thoát với sự giúp đỡ từ tình nhân của một trong những kẻ bắt cóc.
Trong thời gian này, người Inca đã có cuộc chiến cuối cùng với người Chanca (có kinh đô là Abancay, hiện nay nằm bên cạnh vùng Apúrimac). Tuy nhiên theo một bộ biên niên sử, Yawar Waqaq đã tháo chạy khỏi Cusco dưới sự tấn công mãnh liệt của người Chanca, và con trai ông Viracocha đã bảo vệ thành phố bằng cách đánh bại kẻ thù; và trong một bộ khác, người đó là Viracocha, và con trai ông ta Pachacuti là người đã chiến thắng.
Không giống như những vị hoàng đế Inca khác, ông dường như có ít công trình xây dựng ở Cusco, thậm chí bỏ qua việc xây dựng cung điện riêng của mình.